# Entorn natural de la Unió Europea
L'entorn natural de la Unió Europea, s'emmarca dins del territori format pels estats membres d'aquesta organització.

## Territori
| Estats             |                    |    |
| En català          | Idioma local       | *  |
| Alemanya           | Deutschland        | DE |
| Àustria            | Österreich         | AT |
| Bèlgica            | België/Belgique    | BE |
| Bulgària           | България           | BG |
| Xipre              | Κύπρος             | CY |
| Dinamarca          | Danmark            | DK |
| Eslovàquia         | Slovensko          | SK |
| Eslovènia          | Slovenija          | SI |
| Espanya            | España/Espanya     | ES |
| Estònia            | Eesti              | EE |
| Finlàndia          | Suomi              | FI |
| França             | Français           | FR |
| Grècia             | Ελλάδα             | GR |
| Hongria            | Magyarország       | HU |
| Irlanda            | Ireland            | IE |
| Itàlia             | Italia             | IT |
| Letònia            | Latvija            | LV |
| Lituània           | Lietuva            | LT |
| Luxemburg          | Letzebuerg         | LU |
| Malta              | Malta              | MT |
| Països Baixos      | Nederland          | NL |
| Polònia            | Polska             | PL |
| Portugal           | Portugal           | PT |
| Regne Unit         | United Kingdom     | GB |
| República Txeca    | Česko              | CZ |
| Romania            | România            | RO |
| Suècia             | Sverige            | SE |
| Candidats          |                    |    |
| Macedònia del Nord | Северна Македонија | MK |
| Croàcia            | Hrvatska           | HR |
| Turquia            | Türkiye            | TR |

| Regió ultraperifèrica Departaments francesos d'ultramar: Guaiana Francesa (GF) - Guadalupe (França) (GP) - Reunión (RE) - Martinica (MQ) Regions Autònomes de Portugal: Madeira (Mad) - Açores (Azo) Comunitat autònoma espanyola de les Illes Canàries (Can) |

| Regió ultraperifèrica Departaments francesos d'ultramar: Guaiana Francesa (GF) - Guadalupe (França) (GP) - Reunión (RE) - Martinica (MQ) Regions Autònomes de Portugal: Madeira (Mad) - Açores (Azo) Comunitat autònoma espanyola de les Illes Canàries (Can) |

El territori de la Unió Europea (UE) aquesta principalment localitzat en el continent Europeu, ocupant prop del 40% del territori i comptant amb més del 60% de la població total del continent.
En la seua part europea, s'estén a l'oest fins al cap da Roca (Portugal), a l'est fins a l'extrem oriental de l'illa de Xipre i al sud fins a Gibraltar i l'illa de Lampedusa (Itàlia). Les Regions ultraperifèriques (o Departaments d'Ultramar-DU) són més meridionals: Gibraltar, les illes Açores, Madeira i Canàries (a Àfrica), les illes Guadalupe, Saint-Barthélemy (Antilles), Saint-Martin i Martinica (a Centreamèrica), la Guaiana francesa (en Amèrica del Sud), Saint-Pierre i Miquelon (en Amèrica del Nord) i l'illa Reunió (a Àfrica) encara més austral, i en el continent africà les ciutats espanyoles de Ceuta i Melilla.
La Unió Europea té una superfície total de 4.308.112 km² i el seu centre geogràfic es troba en la ciutat de Gelnhausen, estat de Hessen (Alemanya). En Europa la UE té fronteres amb Noruega, Rússia, Belarús, Ucraïna, Moldàvia, Albània, Suïssa, Andorra, Mònaco, San Marino, Ciutat del Vaticà i Liechtenstein. També amb Turquia, Sèrbia, Macedònia del Nord i Croàcia, si bé aquests quatre països estan en vies de la seua integració a la Unió Europea. Finalment, té fronteres amb Sint Maarten al Carib; Brasil i Surinam a Amèrica del Sud i amb El Marroc a Àfrica.

### Països i territoris d'ultramar

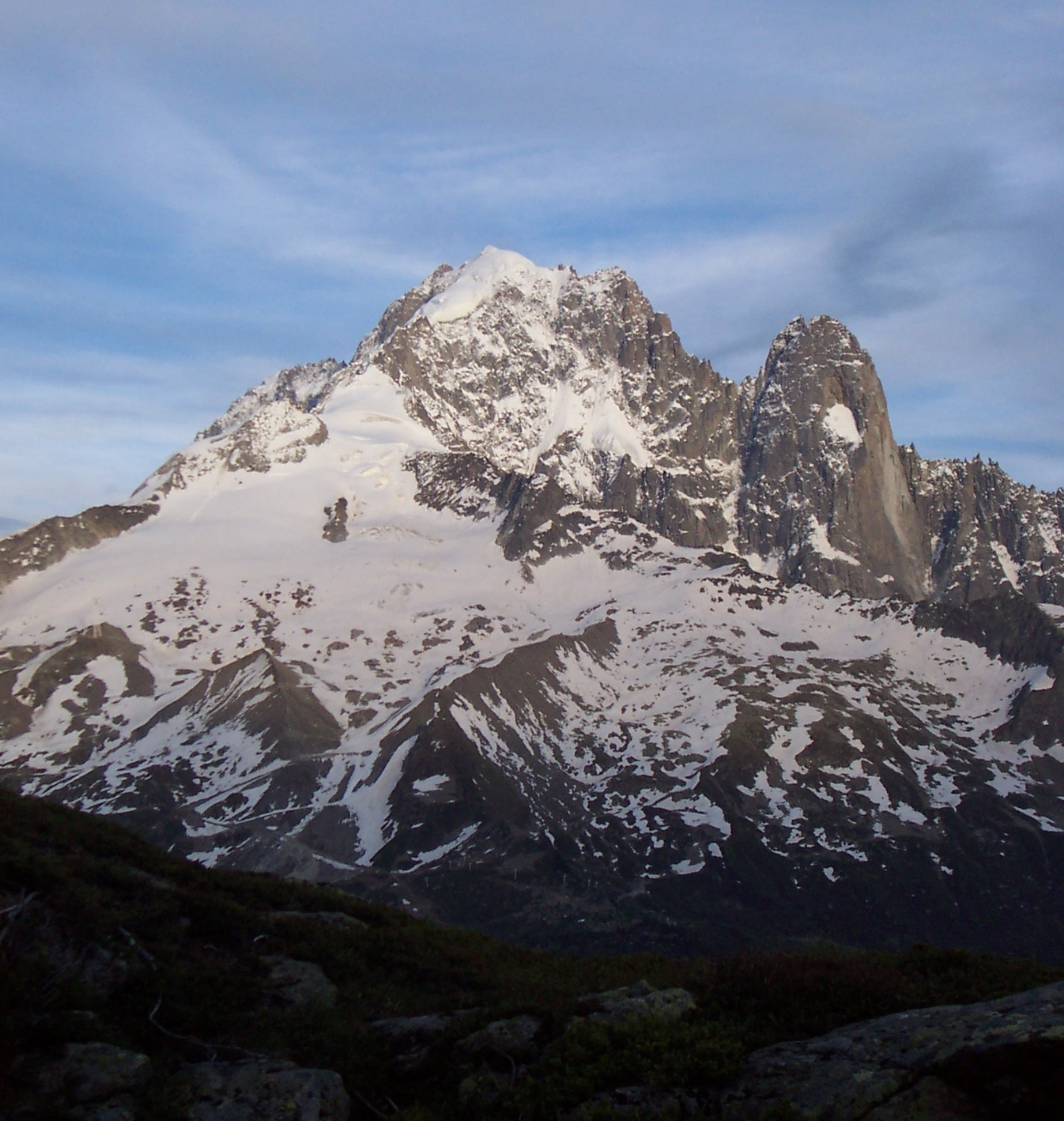
Mont Blanc, als Alps, pròxim a les fronteres amb Itàlia i Suïssa.

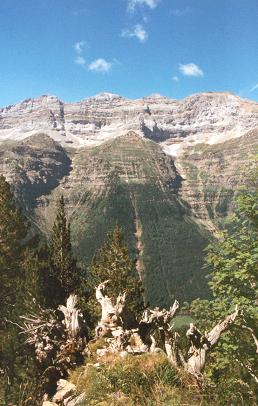
Les Tres Maries, en els Pirineus

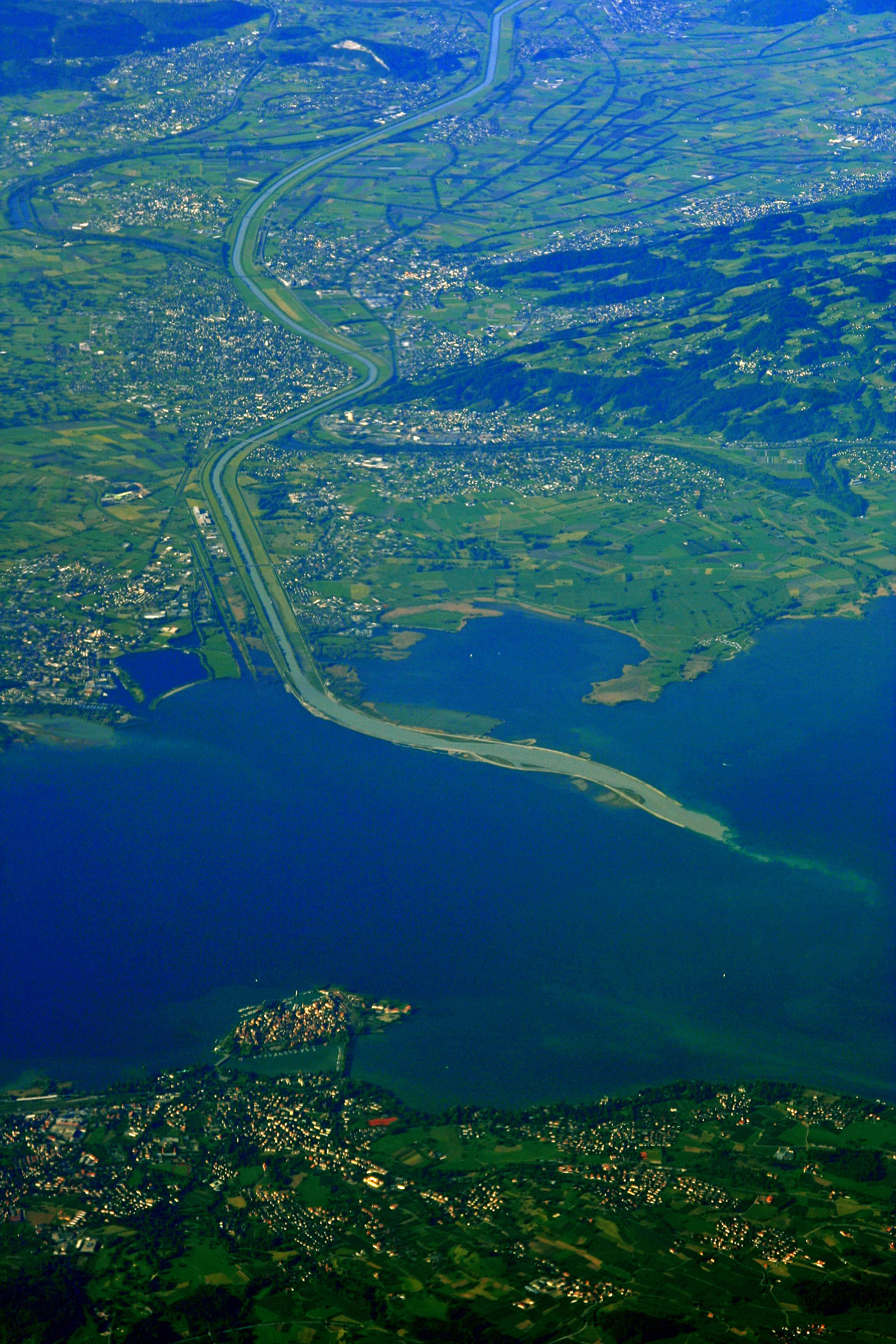
Riu Rin i Llac de Constança

Els països i territoris d'ultramar (PTU) són països que no formen part del territori comunitari (a diferència dels DU). Els ciutadans dels PTU tenen la nacionalitat dels Estats membres que depenen (no obstant això, en alguns casos els seus ciutadans no posseeixen la ciutadania plena de tals Estats).
Existeixen vint països i territoris d'ultramar: 
- PTU francesos: Mayotte, Nova Caledònia, Polinèsia Francesa, Territoris Australs Francesos, Illes Wallis i Futuna.

- PTU britànics: Anguilla, Bermudes, Dependències de la Corona, les Illes Caiman, Illa de Montserrat, Illes Pitcairn, Illes Santa Helena, Ascensió i Tristà da Cunha, Territori Britànic de l'Oceà Índic, Illes Turks i Caicos, Illes Verges Britàniques, Illes Malvines i Illes Geòrgia del Sud i Sandwich del Sud (aquests dos últims disputats amb la Argentina). Manté un reclam pel dit Territori Antàrtic Britànic, solapat amb els reclams argentí i xilè i congelat per la signatura del Tractat Antàrtic.

- PTU neerlandesos: Aruba, Antilles Neerlandeses (Curaçao, Bonaire, Sant Martí, Sant Eustaqui i Saba).

- Territoris que manté relacions especials amb el Regne de Dinamarca: Groenlàndia i Illes Fèroe.

## Entorn natural
El mitjà natural comprèn tots els éssers vivents i no vivents que existeixen de manera natural en la Terra.

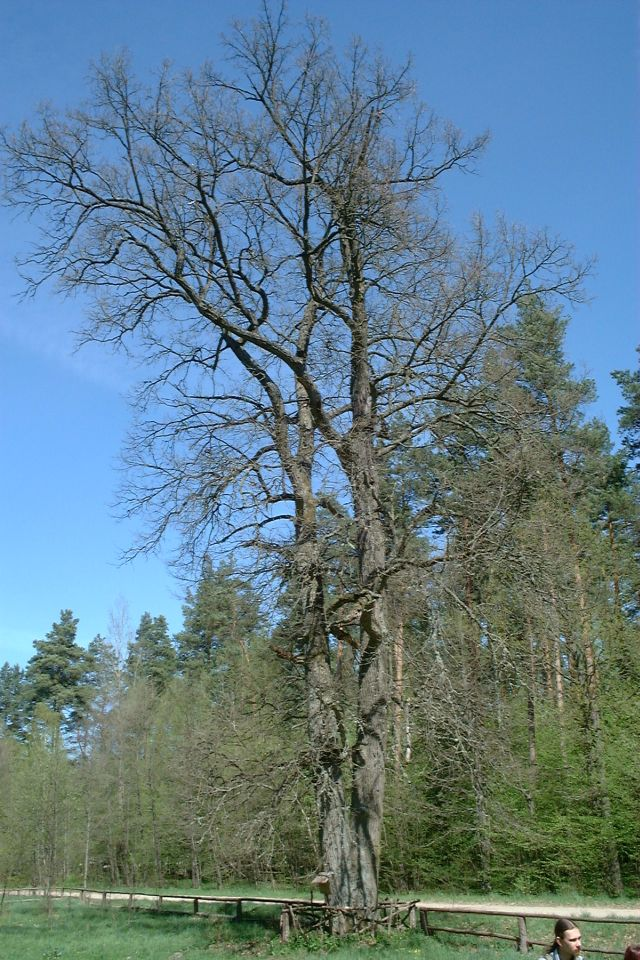
El Bosc de Białowieża en Polònia un dels últims boscos verges d'Europa que acull a un gran nombre d'ungulats de gran grandària, entre ells el raríssim bisó europeu.

Els territoris que conformen la UE es troben en una massa continental molt fragmentada que abasta diverses penínsules, com l'Escandinava (parcialment), la Ibèrica, la Itàlica, la península de Jutlàndia i la Balcànica, entre d'altres. També inclou gran nombre d'illes com Gran Bretanya, Irlanda, Sicília, Sardenya, Xipre, Còrsega, Creta, Malta i Balears, entre d'altres. Al nord el litoral de la Unió Europea s'estén fins al mar del Nord i el mar Bàltic; al sud el mar Mediterrani; l'oceà Atlàntic a l'oest i a l'est el mar Negre. El punt més alt és el Mont Blanc amb 4.695 m.

### Regions fisiogràfiques
Sota el sòl de Finlàndia es troba l'escut Finés-escandinau que forma les muntanyes de Suècia occidental i l'altiplà de Finlàndia. El moviment d'un segment de l'escorça terrestre contra l'escut, va donar origen a les muntanyes d'Irlanda, Gal·les i Escòcia.
Una àrea de materials sedimentaris, s'estén en un arc des del sud-oest de França cap al nord i cap a l'est, a través dels Països Baixos, Alemanya i Polònia. Encara que en alguns llocs formen conques (París), aquestes roques sedimentàries, estan generalment bastant anivellades com per a formar la gran plana europea, on es troben alguns dels millors sòls d'Europa.
Al sud de la gran plana, una franja d'estructures geològiques crea les muntanyes centreeuropees. En tota aquesta regió les forces dels plegaments, les falles (Selva Negra), els volcans (massís Central francès), i les elevacions (altiplà Central) han creat muntanyes, valls i altiplans de manera alterna.
La principal regió fisiogràfica d'Europa, és de formació més recent. Fa 40 milions d'anys aproximadament, la Placa Aràbiga va col·lidir amb la placa euroasiàtica i va desencadenar l'orogènia alpina. Les forces de compressió van elevar grans masses de sediments, creant serralades com els Alps i els Pirineus. Els freqüents terratrèmols indiquen que els canvis orogènics segueixen actius.

### Hidrografia
L'estructura hidrogràfica radial del terreny que facilita la interconnexió de rius mitjançant canals, es deu al caràcter peninsular del continent i per això la qual la majoria dels rius flueixen cap a l'exterior des del centre del continent.
El riu més llarg és el Danubi, amb 2.860 km de longitud. El segon riu més llarg és el Rin, con 1.326 km de longitud y que desemboca en Rotterdam. El Sena desemboca en el Canal de la Mànega. L'Elba, el Vístula, el Loira i el Tajo, també sobrepassen els 1000 km. El Loira, el Tago, els rius Guadalquivir, Guadiana, Duero i Garona desemboquen en l'Atlàntic; el Mosa i l'Elba desemboquen en el Mar del Nord; l'Oder i el Vístula desemboquen en el Bàltic; el Ebre i el Roine desemboquen en el Mediterrani.
El sistema lacustre Saimaa al SE de Finlàndia, compte amb més de 120 llacs comunicats entre si (4.400 km²). Peipus és una extensió lacustre d'Estònia i Rússia, que ocupa gran part de la frontera entre ambdós Estats (2.670 km² de superfície). Altres llacs importants són el Léman o Ginebra (582 km²), Constança, Neuchatel (217,9 km²), Maggiore (212 km²), i Müritz (110 km²).

### Flora

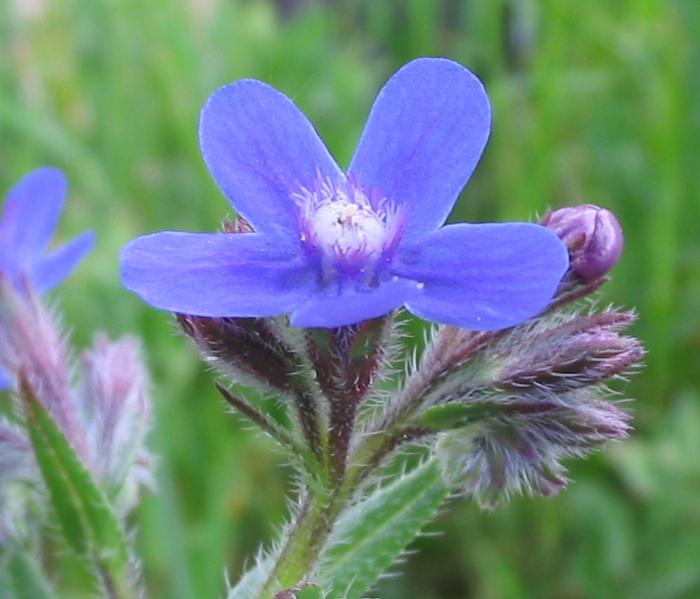
Anchusa azurea.

El territori estava a l'origen majoritàriament cobert de boscs. No obstant això la flora ha estat transformada per l'expansió humana i únicament els boscos de les zones muntanyenques més septentrionals s'han preservat. Actualment la UE està coberta en la seua majoria de boscos plantats. Suècia, Finlàndia i França són els països amb major extensió de boscos. La major part de la gran plana europea està coberta de prats i zones de herbes.
Durant la Guerra Freda, es va establir una separació entre les dues zones d'influència en el continent. En aquesta separació es va crear per motius polítics i militars una «terra de ningú». A pesar de no ser la intenció d'origen, es van anar desenvolupant, protegides de les intervencions de l'ésser humà, espècies vegetals rares i fins i tot en vies d'extinció. Aquesta zona rep el nom de «franja de vida». Així mateix en Guaiana Francesa abunda la vegetació sud-americana i en Macau la vegetació d'extrem orient.

### Fauna

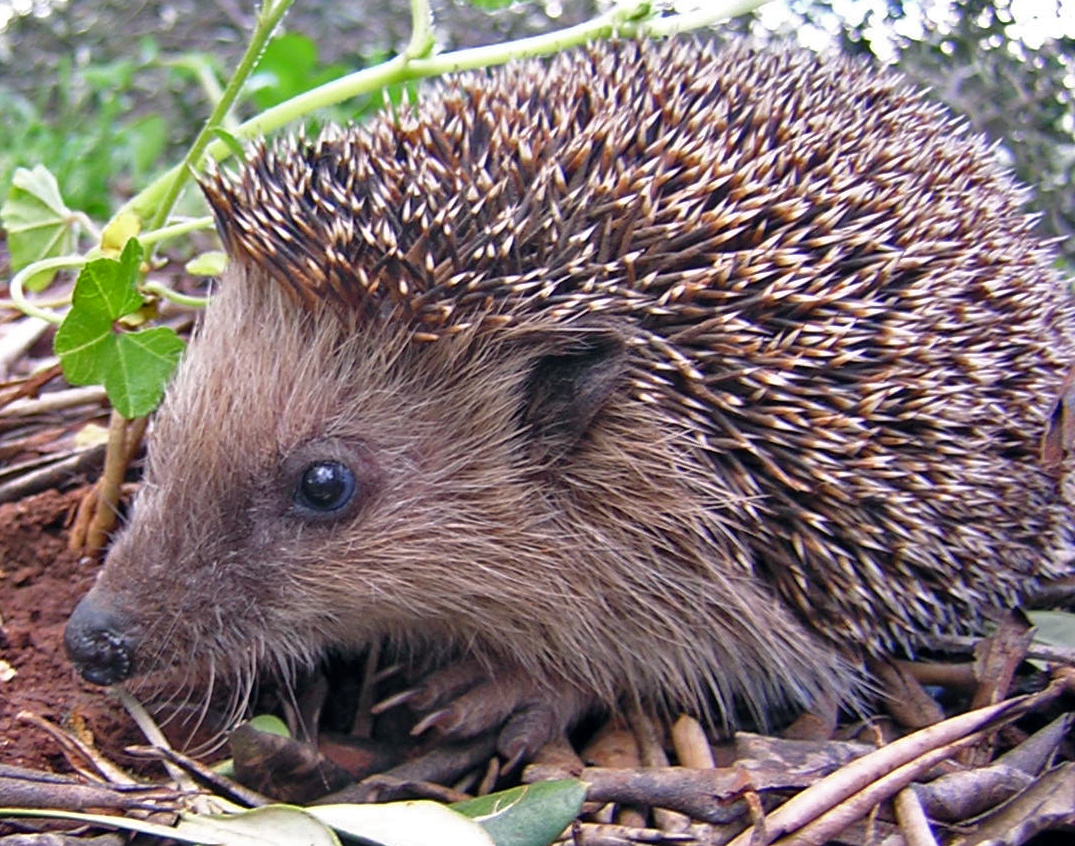
Eriçó comú.

Europa va ser llar de l'ant, el cérvol, el bisó, el senglar, el llop i l'os. No obstant això nombroses espècies animals s'han extingit o reduït el seu nombre degut principalment a l'expansió humana. El cérvol, el linx, el llop i l'os es poden trobar àdhuc a Escandinàvia. La cabra dels Alps viu en els cims més alts dels Alps i la cabra salvatge ibèrica en les de la península Ibèrica. Encara hi ha animals com la mostela, la llebre, l'eriçó comú, el rabosa, la esquirol, l'àguila, el rossinyol, el mussol i el teuladí. En el Rin ha tornat el salmó després de diverses dècades d'haver-se extingit.

### Recursos minerals
Àdhuc existeixen jaciments de carbó en la regió del Ruhr, França, Polònia, Bèlgica, la República Txeca i Estat espanyol; i de ferro en Lorena. El mar del Nord posseeix importants reserves de petroli i gas natural, que són explotades en la seua majoria per Alemanya, els Països Baixos i Gran Bretanya.